# Paule Robitaille
Pour les articles homonymes, voir Robitaille.
Paule Robitaille, née le 10 mai 1962 à Québec, est une femme politique québécoise, avocate, journaliste et documentariste.
Après une carrière d'une quinzaine d'années à titre de journaliste politique et de correspondante internationale pour Radio-Canada, elle devient commissaire à la Commission de l'immigration et du statut de réfugié du Canada, avant d'être nommée à la section d'appel des réfugiés.
Elle est députée libérale de la circonscription électorale de Bourassa-Sauvé à l'Assemblée nationale du Québec de 2018 à 2022, années pendant lesquelles elle est porte-parole de l'opposition officielle en matière de relations internationales, de lutte contre la pauvreté et d'agriculture.

## Biographie

### Jeunesse et formation
Paule Robitaille est née le 10 mai 1962 à Québec, dans la paroisse Saint-Louis de France, où elle a également grandi, fille de Jean Robitaille, ingénieur et de Thérèse Chabot, sculptrice.
Elle fréquente le collège Notre-Dame-de-Bellevue, chez les sœurs de la congrégation de Notre-Dame. Elle passe ensuite par le Cégep François-Xavier Garneau de Québec, avant de partir pour Montréal, à l'âge de dix-neuf ans. C'est alors qu'elle entre à l'Université McGill, où elle obtient une double licence en droit civil et en common law et devient membre du Barreau du Québec en 1986. En 2001, elle obtient également une bourse d'études de la fondation Nieman, pour aller étudier la résolution de conflits, à l'université Harvard.

### Carrière
Paule Robitaille fait ses premières armes en tant que journaliste à la colline parlementaire à Québec pour la Presse canadienne. En 1988, elle entame une carrière à la radio et à la télévision à la station de Radio-Canada à Windsor en Ontario. Elle couvre alors l'actualité de la communauté franco-ontarienne, ainsi que le secteur de l'industrie automobile, la ville canadienne étant jouxtée à Détroit, capitale américaine de l'auto. En 1990, elle quitte son emploi de reporter à Radio-Canada et part travailler comme pigiste en Union soviétique, où elle s'établit à Moscou. Sur place, elle travaille pour différents quotidiens québécois, ainsi que pour la radio et la télévision de Radio-Canada. Elle témoigne alors de l'écroulement de l'Union Soviétique, et couvre ainsi le passage à l'indépendance des républiques soviétiques et les guerres civiles en Géorgie, en Azerbaïdjan et en Tchétchénie. En 1991, elle couvre également l'exode des Kurdes et des chrétiens en Irak. Pour documenter la chute du régime communiste afghan en 1992, elle n'hésite pas à se lancer dans un périple rocambolesque, qu'elle racontera dans un récit de voyage publié dans le journal Le Devoir.
Son expérience russe la mènera également à réaliser son premier grand documentaire, Le dernier goulag, qui lui vaudra de nombreux prix.
En 1996, elle quitte Moscou pour aller s'installer à Los Angeles, où elle produit deux documentaires sur les États-Unis (l'Amérique extra-large) et sur la chirurgie esthétique. En 1997, elle revient à Montréal où elle travaille comme journaliste pour l'émission d'affaires Le Point.
En septembre 1998, elle est nommée correspondante pour Radio-Canada en Amérique latine, et part s'installer à Mexico pour trois ans. Durant cette période, elle a l'occasion d'interviewer Fidel Castro en 2000, et de couvrir des évènements majeurs, comme le retour de Pinochet au Chili, ou la fin du PRI (Parti révolutionnaire institutionnel) au Mexique. Après un détour d'une année à l'université Harvard où elle étudie la résolution de conflits, elle revient s'installer à Montréal, où elle devient en 2003 commissaire à la Commission de l'immigration et du statut de réfugié du Canada.
En 2011, elle réalise Le grand gâchis, qui traite de la reconstruction d'Haïti après le tremblement de terre, est diffusé à Radio-Canada. En 2015, elle réalise également Moscou, 25 ans plus tard, un documentaire produit par Radio-Canada, qui brosse un portrait édifiant de la Russie, vingt-cinq ans après la chute de l'Union Soviétique.
De 2011 à 2016, elle écrit à la pige pour Le Devoir et L'Actualité, où elle interviewe notamment Michel Martelly en 2011, alors président de la République d'Haïti.

### Commission de l'immigration et du statut de réfugié (CISR)
Paule Robitaille travaillera 14 ans à la CISR d'abord à la Section de la protection des réfugiés (SPR) et à la Section d'appel des réfugiés (SAR). Elle a entendu près d'un millier de demandes d'asile.

### Carrière politique
En 2018, Paule Robitaille décide de se lancer en politique. Sa décision est motivée par son désir de changer les choses de façon concrète et de donner à son action sociale une autre ampleur. Elle se présente alors pour le Parti libéral du Québec et se fait élire députée à l'Assemblée nationale du Québec dans la circonscription électorale de Bourassa-Sauvé, lors des élections du 1er octobre 2018, alors même que son parti subit une défaite historique.
Le 22 octobre 2018, elle se voit attribuer par Pierre Arcand, chef de l'opposition officielle, la responsabilité de porte-parole de l'opposition officielle en matière de relations internationales et de francophonie.
Le 6 mai 2022, elle annonce qu'elle ne sollicitera pas de second mandat lors de l'élection générale de 2022
Depuis, elle est journaliste indépendante, avocate en immigration et conférencière.

## Vie privée
Paule Robitaille est mère de deux enfants, Jules et Xavier, et en couple avec leur père Greg Gransden, scénariste pour la télévision.

## Prix et bourses
- 1996 : Prix Anik de la Société Radio-Canada, pour un documentaire sur la guerre en Tchétchénie.
- 1996 : Pour Le dernier goulag, documentaire sur un centre de détention à Moscou:
- Prix Gémeau de l'Académie de la télévision et du cinéma du Canada
- Nymphe d'argent du Festival international de la télévision de Monte Carlo
- Prix John Humphrey du Centre droit et démocratie
- 2001 : Bourse Nieman de l'université Harvard[15]
- 2011 : Bourse du Conseil des arts du Canada pour un projet d'essais sur la Russie.

## Résultats électoraux
|                                                                                               | Nom                        | Parti                | Nombre de voix | %      | Maj.  |
| --------------------------------------------------------------------------------------------- | -------------------------- | -------------------- | -------------- | ------ | ----- |
|                                                                                               | Paule Robitaille           | Libéral              | 11 456         | 46,2 % | 5 630 |
|                                                                                               | Julie Séide                | Coalition avenir     | 5 826          | 23,5 % | -     |
|                                                                                               | Alejandra Zaga Mendez      | Québec solidaire     | 3 469          | 14 %   | -     |
|                                                                                               | Karine Gauvin              | Parti québécois      | 2 640          | 10,6 % | -     |
|                                                                                               | Karina Barros              | Vert                 | 433            | 1,7 %  | -     |
|                                                                                               | Michel Boissonneault       | Conservateur         | 363            | 1,5 %  | -     |
|                                                                                               | Abed Louis                 | NPD Québec           | 219            | 0,9 %  | -     |
|                                                                                               | Jean-François Brunet       | Bloc pot             | 177            | 0,7 %  | -     |
|                                                                                               | Sabrinel Laouadi           | Changement Intégrité | 142            | 0,6 %  | -     |
|                                                                                               | Jean Marie Floriant Ndzana | Indépendant          | 92             | 0,4 %  | -     |
| Total                                                                                         | Total                      | Total                | 24 817         | 100 %  |       |
| Le taux de participation lors de l'élection était de 52,4 % et 666 bulletins ont été rejetés. |                            |                      |                |        |       |